# Utö kyrka
Utö kyrka är en kyrkobyggnad på Utö i Haninge kommun och Södermanland. Kyrkan tillhör Dalarö-Ornö-Utö församling i Stockholms stift. Den har tidigare varit sockenkyrka i Utö socken.

## Kyrkobyggnaden
Utö kyrka ligger i Kyrkviken vid stranden mot Mysingen i Stockholms södra skärgård. Kyrkorummet är rektangulärt med koret i öster. Bakom koret ligger en smalare sakristia. I väster reser sig ett torn med lanternin. Kyrkan är delvis byggd av trä och murarna är av gruvsten. Den nyklassicistiska stilen framgår bland annat av de smala, dekorativa taklisterna. Taken är belagda med kopparplåt, både tornets mångsidiga lanternin och kyrkorummets sadeltak, samt sakristians snedtak. Huvudingången i tornets västmur leder in till vapenhuset. Bänkinredningen är sluten och orgeln har sin plats på en läktare i väster. 
Vid vattnet finns en minneslund där man kan sitta i lugn och ro och se ut över Mysingen, en inre fjärd av Östersjön.

## Historik

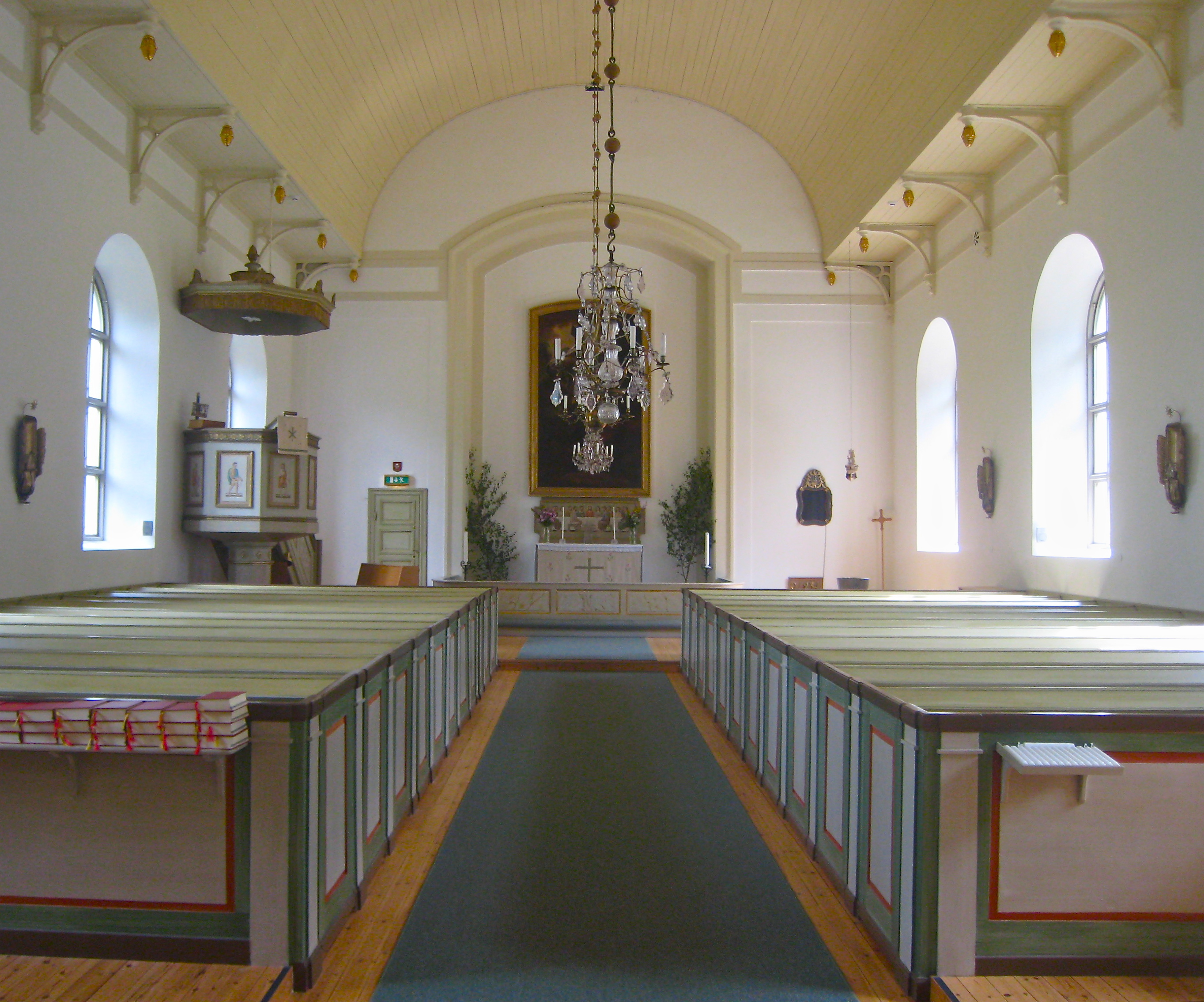
kyrkans interiör.

Tidigare fanns ett träkapell byggt år 1700 på södra delen av ön. Kvar finns en ödekyrkogård. Redan under tidig medeltid hade det förekommit järnmalmsbrytning på Utö. Vid mitten av 1720-talet började gruvans storhetstid och brytningen nådde sin kulmen under 1800-talet. 
Med den ökande befolkningen blev emellertid kapellet för trångt. År 1849 påbörjades därför en ny kyrka efter ritningar av Johan Fredrik Åbom, en av samtidens mest framstående arkitekter. Stora delar av kyrkbygget bekostades av Utö Grufwebolag och sten hämtades från gruvorna. Invigningen ägde rum den 10 november 1850.
Exteriören är i stort sett oförändrad sedan byggnadstiden men kyrkorummet har genomgått ganska stora förändringar, främst vid restaureringen 1946. Den ursprungligen synliga takstolen av gjutjärn doldes då bakom ett tunnvalv av trä. Numera är endast konsolerna synliga. Samtidigt igensattes den högra av de båda symmetriska dörrarna på ömse sidor om den grunda altarnischen, och ett vindfång byggdes i väster, flankerat av ett bårhus i norr och ett sammanträdesrum i söder.

## Orgel
Kronologi:

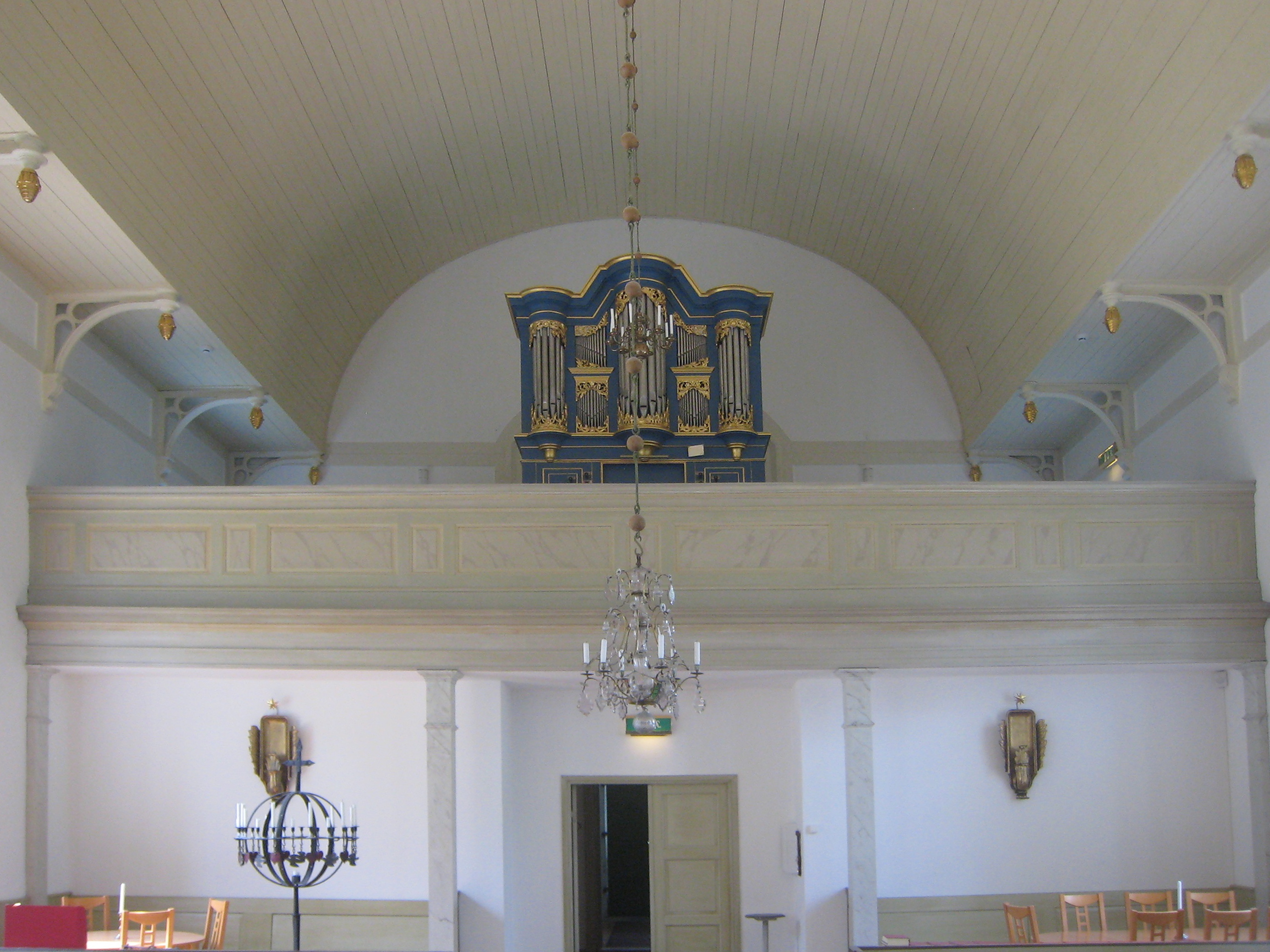
Orgelläktaren.

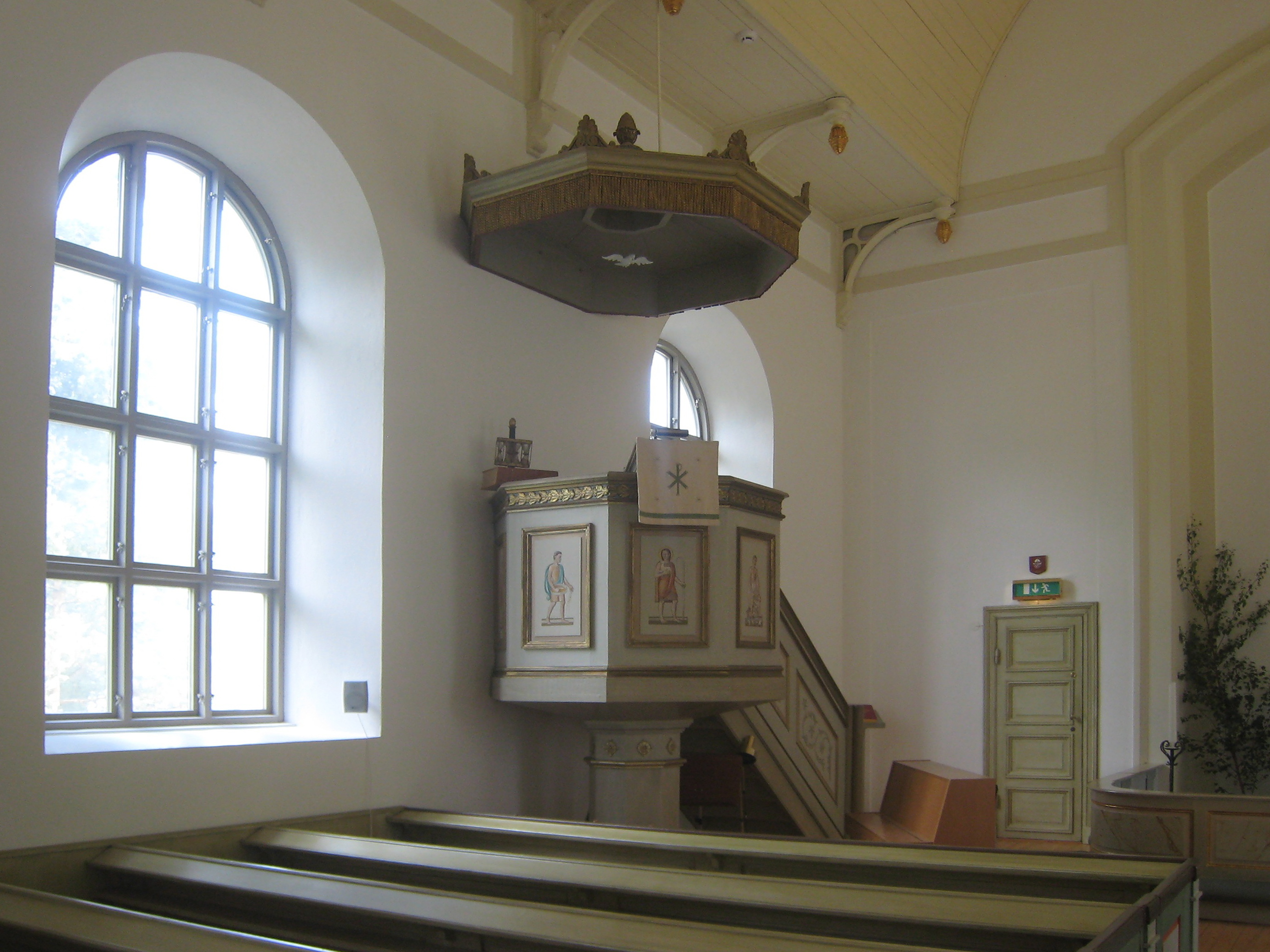
Predikstolen

- 1745: Orgelbyggare Olof Hedlund, Stockholm, bygger (enligt domkyrkoorganist, hovrättspresident och preses i Kungliga Musikaliska Akademien Erik Gabriel von Rosén) ett 8-stämmigt positiv för Holländska reformerta kyrkan, som var inrymd i det på 1670-talet uppförda van der Nootska palatset i Stockholm. Verket erhåller ljudande fasadpipor utom i de båda övre mellanfälten (hela Principal 4').

Ursprunglig disposition enligt manuskript av Abraham Abrahamsson Hülphers:
| Manual C-d³           |
| Kortfleut 8', B/D     |
| Spetsfleut Gedagt 8'  |
| Principal 4' (fasad)  |
| Rohrfleut 4'          |
| Qvint 3' (eg. 2 2/3’) |
| Octawa 2'             |
| Mixtur IV chor.       |
| Trompet 8’, B/D       |
| Tremulant             |

- 1800: Renovering av Olof Schwans gesäll Fredric Rudberg (enligt Erik Gabriel von Rosén).  Förmodligen är det nu som Spetsfleutgedacht 8’ (förutom i stora oktaven) ersätts med Fugara 8’ och Rohrfleut 4’ med en täckt Fleut 4’ (täckt).
- 1839 eller tidigare: Positivet tas ned och magasineras.
- 1850: Positivet sätts upp i Utö kyrka. I samband härmed förnyas troligen trakturmekaniken och spelbordet flyttas från orgelhusets baksida till framsidan. Positivet får också en bihangspedal. I anslutning till invigningshögtiden noteras: Kyrkan är försedd med ett Orgelwerk af 7 Stämmor. Sannolikt hade man alltså tagit bort en stämma,  troligen Mixtur IV chor – en tidstypisk åtgärd.
- 1946: Renovering av orgelbyggare Anders Holmberg, Stockholm. Som rådgivare fungerar professor Otto Olsson, Stockholm. Den tidigare avlägsnade Mixtur IV ersätts med ny Mixtur II-IV chor, och Trompet 8’ bytes ut mot Salicional 8’. Positivet får också en elektrisk fläkt.
- 1972: Positivet restaureras av Bröderna Moberg, Sandviken, som rekonstruerar Mixtur IV och Trompet 8’. De senare ditsatta stämmorna Fugara 8’ och Fleut 4’ behålls liksom bihangspedalen. Stämning: korton. Kontrollant är Alf Linder som också spelar vid invigningen den 17 december 1972.

Nuvarande disposition:
| Manual C-d³                                      | Pedal C-g° |
| Kortfleut 8'                                     | bihängd    |
| Fugara 8' (1745/1800?)                           |            |
| Principal 4' (fasad)                             |            |
| Fleut 4' (1800?)                                 |            |
| Quinta 3' (eg. 2 2/3’)                           |            |
| Octava 2'                                        |            |
| Mixtur IV chor. 1 1/3’ + 1’ + 4/5’ + 2/3’ (1972) |            |
| Trompet 8’, B/D (1972)                           |            |
| Sperrventil                                      |            |
| Kanaltremulant                                   |            |
| Noli me tangere                                  |            |

### Diskografi
- Orgelliv : sju sekel i Stockholms stifts kyrkor / redaktör: Christina Nilsson ; foto: Magnus Aronson, Mats Åsman. Stockholm: Kulturhistoriska bokförlaget. 2012. Libris 13609452. ISBN 978-91-87151-04-0 - Innehåller CD med musik på kyrkans orgel framförd av Roland Forsberg.
- Skärgårdsorgel = Archipelago-organ : played at Utö / by Roland Forsberg, Mads Kjersgaard, Gösta Bergling. CD. Proprius PRCD 9128. 1995.

## Kyrkogården
På Utö kyrkogård finns författaren Erik Zetterströms ("Kar de Mumma") grav.

## Bilder

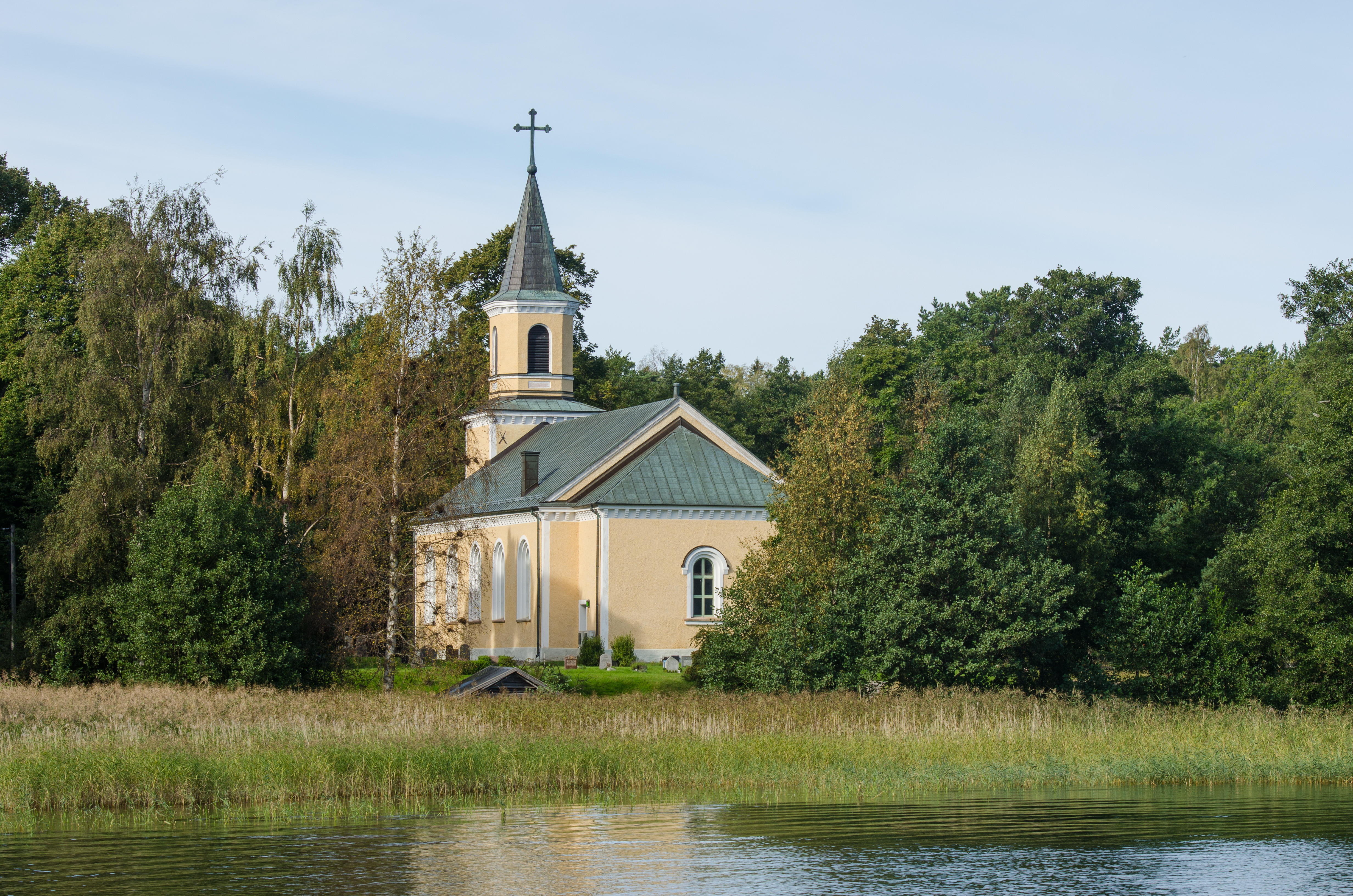
Kyrkan sett från vattnet.
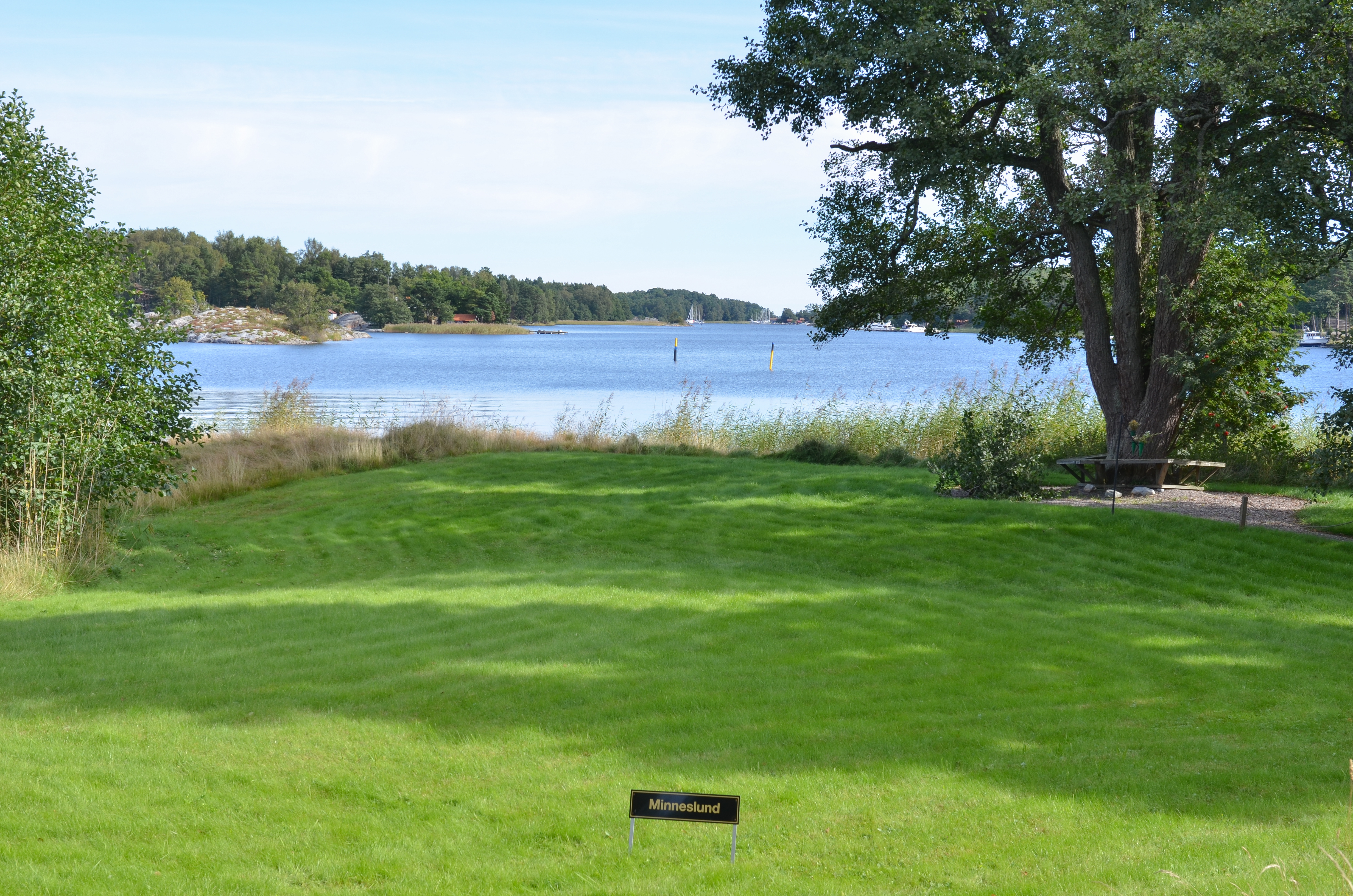
Minneslunden
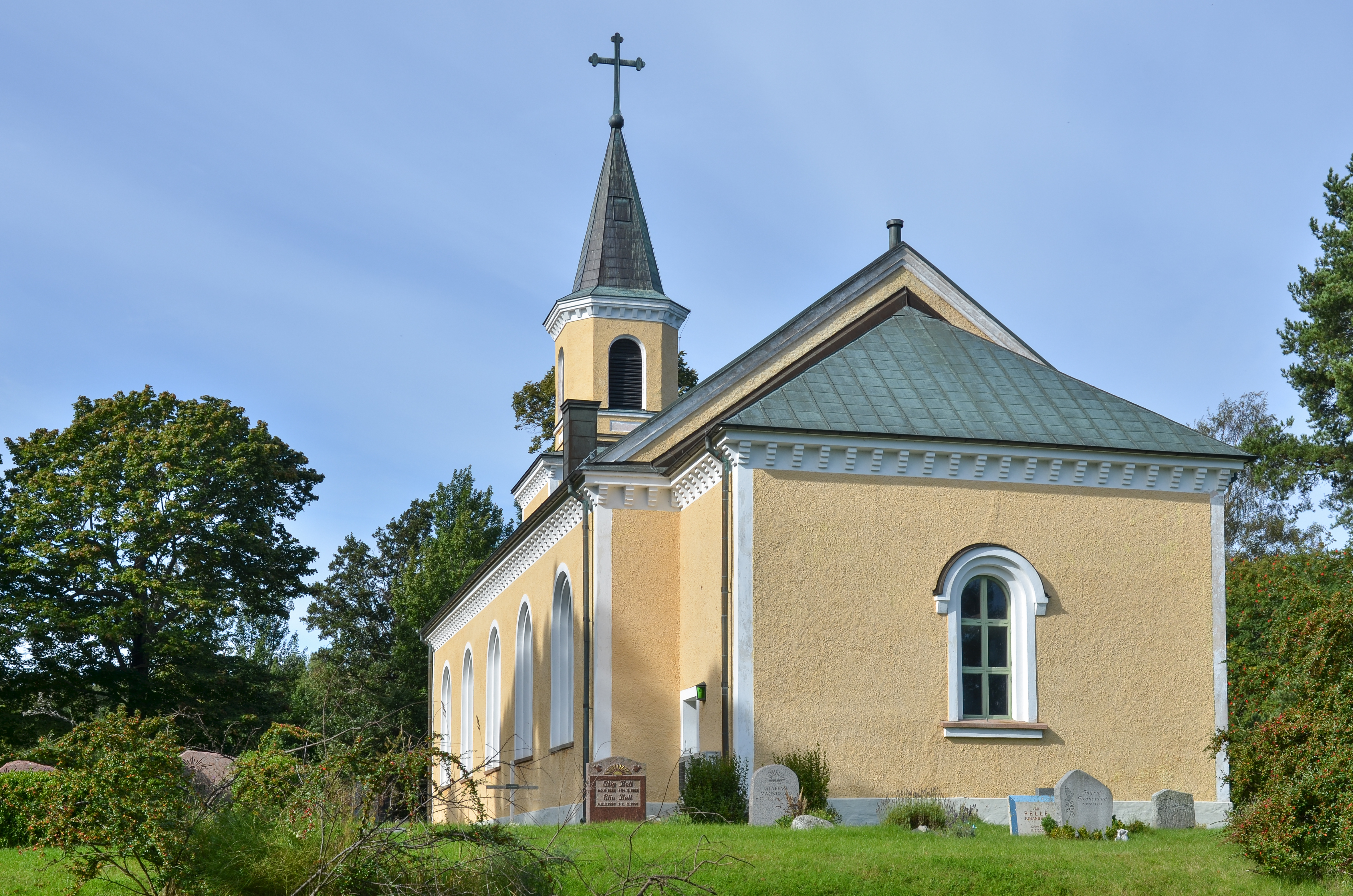
Kyrkan sett från öster.
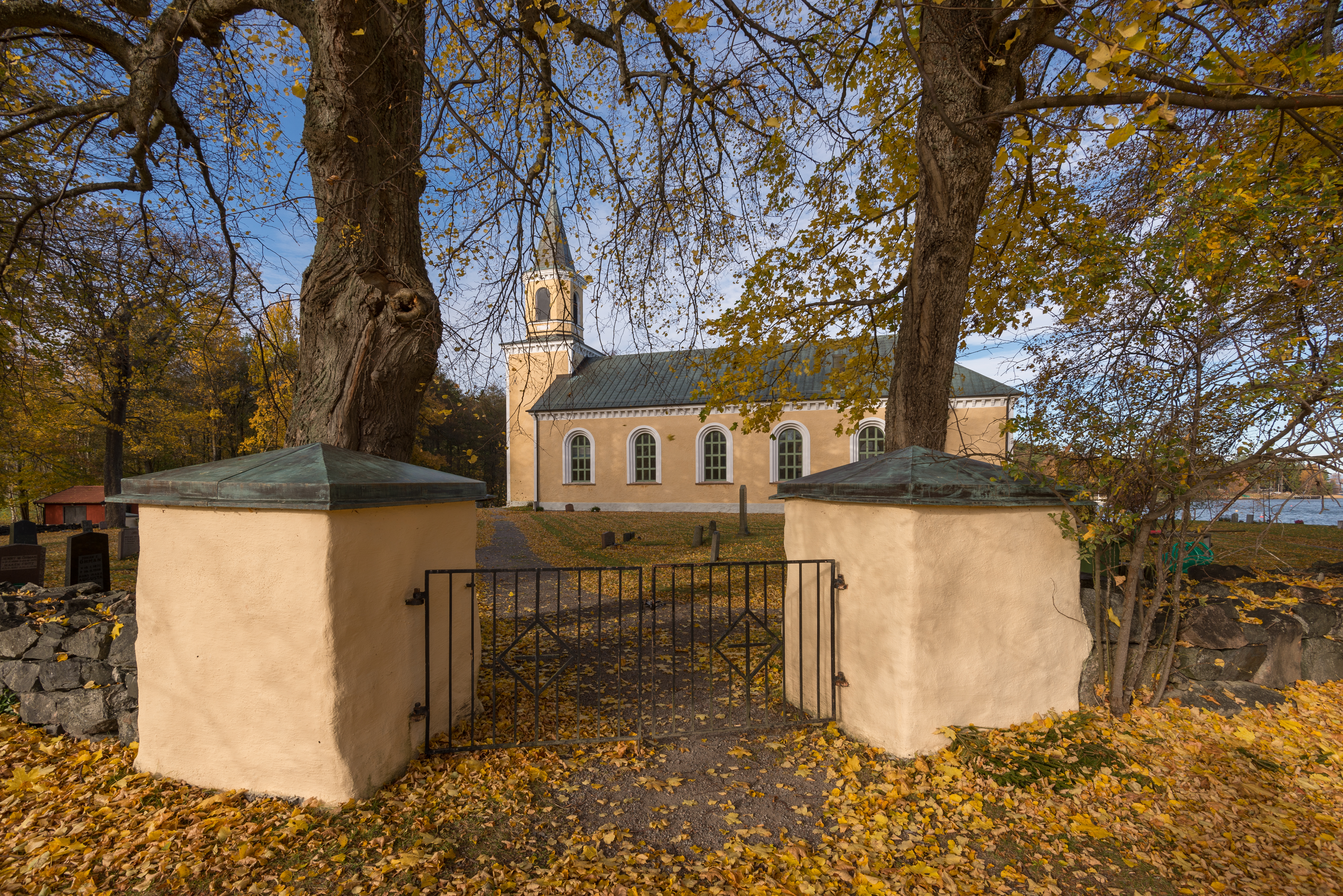
Ingången till kyrkan och kyrkogården.